# Arthur the King
Arthur the King és una pel·lícula d'aventures estatunidenca de 2024 dirigida per Simon Cellan Jones, escrita per Michael Brandt i protagonitzada per Mark Wahlberg, Simu Liu i Juliet Rylance. Es basa en les memòries Arthur - The Dog Who Crossed the Jungle to Find a Home de Mikael Lindnord. A la pel·lícula, el capità d'un equip de raids d'aventures es fa amic d'un gos vagabund ferit anomenat Arthur, que acompanya l'equip en una extenuant carrera de resistència de 700 km per la República Dominicana. S'ha subtitulat al català.
La pel·lícula es va anunciar el 2019 com a estrena de Paramount Players, però es va traslladar a Lionsgate el juny del 2020. El rodatge va començar a la República Dominicana el gener de 2021 i es va estrenar als cinemes el 15 de març de 2024. Va rebre crítiques en diversos sentits i va recaptar 40 milions de dòlars a tot el món.